# Loxosceles pallidecolorata
Loxosceles pallidecolorata là một loài nhện trong họ Sicariidae.
Loài này thuộc chi Loxosceles. Loxosceles pallidecolorata được miêu tả năm 1906 bởi Embrik Strand.